# David Fällman
David Thomas Fällman, född 4 februari 1990 i Solna, är en svensk fotbollsspelare (försvarare) som spelar för FC Stockholm. Fällman är kusin med fotbollsspelaren Marcus Danielson.

## Karriär
Fällman inledde sin seniorkarriär i Eskilstuna City FK, innan han värvades till Väsby United där han spelade under tre säsonger och etablerade sig rejält i Superettan. Som ett kvitto på detta skrev David under vintern 2012 på ett korttidskontrakt med AIK, ett kontrakt som inte förlängdes och istället blev Fällman i mars 2012 klar för Allsvenska Gefle IF.
Efter att ha varit med och spelat Gefle kvar i Allsvenskan under fyra säsonger, där han på 111 matcher gjort 1 mål, och dessutom tagit över kaptensbindeln värvades Fällman, i januari 2016, av kinesiska Dalian Transcendence och skrev på ett tvåårskontrakt.
I februari 2018 värvades Fällman av Hammarby IF, där han skrev på ett treårskontrakt. I februari 2021 värvades Fällman av norska Aalesunds FK, där han skrev på ett treårskontrakt.
I januari 2024 värvades Fällman av FC Stockholm.